# HD 40307 d
HD 40307 d는 화가자리 방향으로 지구로부터 약 42 광년 떨어진 곳에 있는 항성 HD 40307 주위를 도는, 외계 행성이다. 발견 방법으로는 도플러 분광법이 사용되었으며, 라 실라 천문대 소재 HARPS 망원경을 관측 도구로 썼다. d는 HD 40307 주위를 도는 행성들 중 가장 질량이 크다. 이 행성은 모항성이 상대적으로 중원소 함량이 작다는 사실에서 흥미로운 연구 대상이다.

## 발견
HD 40307 d는 도플러 분광법을 통해 발견되었다. 이는 행성이 항성을 돌면서 중력적으로 항성을 좌우로 흔드는 것을 스펙트럼을 통해 감지해 내는 것이다. 시선 속도는 칠레 아타카마 사막 소재 라 실라 천문대의 HARPS 분광사진기를 이용하여 쟀다. 나머지 두 행성 HD 40307 b와 HD 40307 c도 같은 방법으로 발견되었다. HD 40307 d와 다른 행성들의 발견 사실은 2008년 6월 16일~18일 사이 프랑스 낭트에서 개최되었던 천체물리학 컨퍼런스에서 발표되었다.

## 궤도 및 질량
HD 40307 d의 질량은 최소 지구의 9.2배로 행성계의 세 행성 중 가장 무겁다. 이는 HD 40307 b의 두 배가 넘는 값이다. 항성으로부터의 거리는 0.134 천문단위로 d의 1년은 지구 시간으로 20.46일에 불과하다. 그럼에도 d는 세 행성들 중 항성으로부터 가장 멀리 있다. 행성의 궤도 이심률은 거의 0에 가까운데, 이는 행성과 항성의 거리가 행성의 1년에 걸쳐 거의 변화가 없음을 뜻한다.
어머니 항성 HD 40307의 중원소 함량은 다른 외계 행성의 주인들보다 낮은데 이는 다소 특이한 상황이다. 이 사실은 “항성이 태어날 때의 중원소 함량이 자신의 강착 원반으로부터 가스 행성이나 암석 행성이 탄생할지 아닐지 여부를 결정짓는다.”라는 가설을 지지한다.

## 특징
이 행성은 시선속도법을 이용하여 발견되었기 때문에 조성 물질, 반지름, 겉모습, 표면 온도 등은 아직 밝혀지지 않았다.
항성에 가까운 행성을 도는 자연 위성은 조석력에 의해 파괴되기 쉽다는 이론에 따르면, HD 40307 d가 위성을 거느리고 있을 확률은 희박해 보인다.

## 같이 보기
- HD 40307 b
- HD 40307 c